# St. Walburga (Kemnathen)

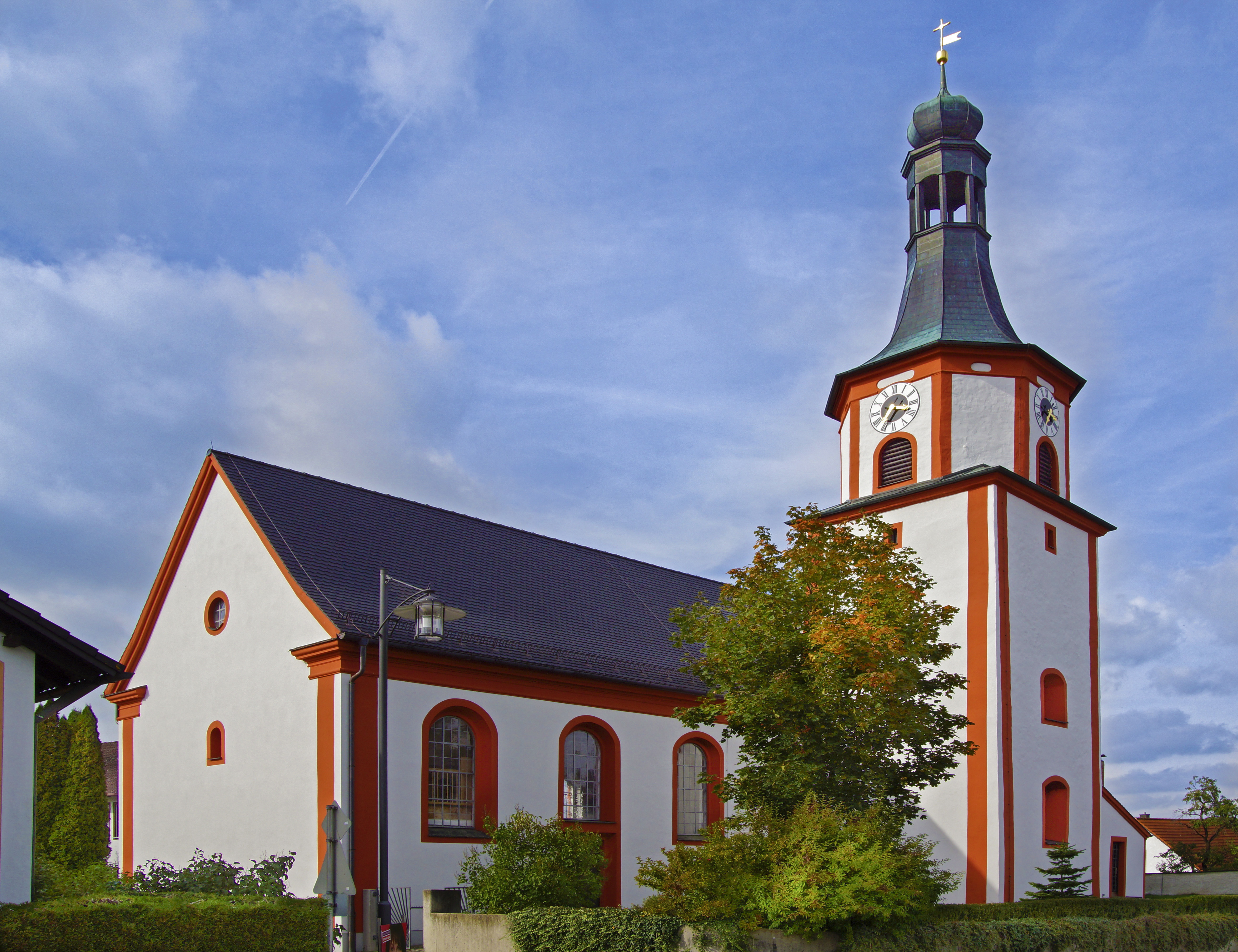
St. Walburga (Kemnathen)

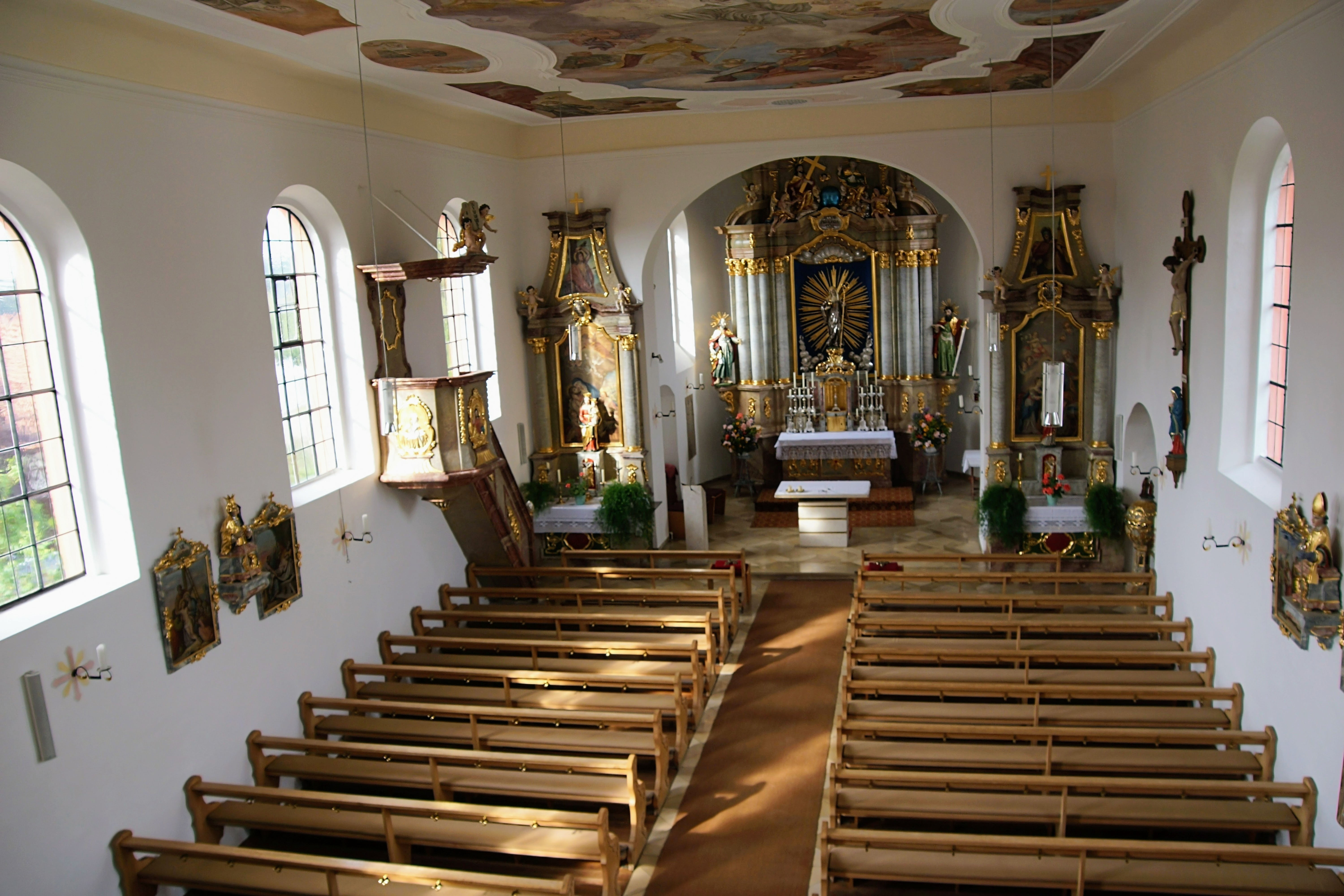
Innenraum (2013)

Die römisch-katholische, denkmalgeschützte Pfarrkirche St. Walburga steht in Kemnathen, einem Gemeindeteil des Marktes Breitenbrunn im Landkreis Neumarkt in der Oberpfalz. Die Pfarrei gehört zum Dekanat Neumarkt in der Oberpfalz im Bistum Eichstätt. Das Bauwerk ist unter der Denkmalnummer D-3-73-115-54 als Baudenkmal in die Bayerische Denkmalliste eingetragen.

## Beschreibung
Die Saalkirche wurde 1632/33 unter Verwendung eines romanischen Chorturms als Chorflankenturm an der Ostseite des eingezogenen, halbrund abgeschlossenen Chors im Norden des Langhauses erbaut. In der Nordostecke befindet sich die Sakristei unter einem nach Norden abfallenden Pultdach. Die Kirche wurde nach einem Brand 1636 im 18. Jahrhundert wiederaufgebaut. Der Kirchturm erhielt ein achteckiges Obergeschoss, das die Turmuhr und den Glockenstuhl mit drei Kirchenglocken beherbergt. Bedeckt wurde der Kirchturm mit einem geschwungenen Helm, der in eine offene Laterne übergeht, die von einer Zwiebelhaube bekrönt wird. Das mit einem Tonnengewölbe überspannte Erdgeschoss des Kirchturms wird als Kapelle verwendet, in deren Innenraum sich an der Nordseite ein Sakramentshaus befindet. Das Langhaus ist mit einem Satteldach bedeckt, sein Innenraum ist mit einer Flachdecke überspannt, ebenso wie der des Chors. 
Die Deckenmalerei mit Szenen aus dem Leben der heiligen Walburga stammt von Johann Michael Franz. Zur Kirchenausstattung gehört ein Hochaltar aus dem ersten Viertel des 18. Jahrhunderts, der von je vier Säulen flankiert wird. Daneben stehen Statuen des heiligen Petrus und des heiligen Paulus. Auf dem Altarretabel ist die heilige Walburga zu sehen, auf dem Altarauszug eine Darstellung der Trinität. 
Die Orgel stammt von Josef Bittner (Eichstätt). Sie wurde 1952 erbaut und verfügt über 13 Register auf zwei Manualen und Pedal.